# Ernie Terrell
Ernie Terrell (4. april 1939 i Belzoni, Mississippi - 16. december 2014) var en afro-amerikansk sanger, pladeproducent og tidligere WBA sværvægtsverdensmester i boksning. 
WBA fratog Muhammad Ali verdensmesterskabstitlen i 1965 og satte Terrell og Eddie Machen til at kæmpe om den tomme trone. Terrell vandt over Machen den 5. marts 1965 og beholdt titlen til 6. februar 1967, hvor han tabte til Muhammad Ali. 
Mens han var verdensmester, forsvarede han sin titel to gange ved at slå Doug Jones og George Chuvalo.

## Trivia
- Terrell var en af de højeste boksere med sine 1,98 m.